# Fenestrulina elevora
Fenestrulina elevora är en mossdjursart som beskrevs av Florence, Hayward och Gibbons 2007. Fenestrulina elevora ingår i släktet Fenestrulina och familjen Microporellidae. Inga underarter finns listade i Catalogue of Life.